# Colporidius aeneus
Colporidius aeneus – gatunek pluskwiaków z podrzędu różnoskrzydłych i rodziny Dinidoridae. Jedyny z monotypowego rodzaju Colporidius.

## Taksonomia
Gatunek ten opisany został po raz pierwszy w 1868 roku przez Francisa Walkera pod nazwą Aspongopus aeneus. W 1987 roku P.S.S. Durai w swojej monografii Dinidoridae przeniósł go do rodzaju Coridius, wskazując na duże podobieństwo do C. rotundatus. W 1990 roku Jerzy Adrian Lis umieścił go w monotypowym rodzaju Colporidius, którego nazwa jest połączeniem nazw podobnych rodzajów Coridius i Colpoprotus.

## Morfologia
Pluskwiak o ciele długości 17 mm i szerokości 10,2 mm, podługowato-jajowatym w zarysie, silniej wypukłym po stronie brzusznej niż po stronie grzbietowej, barwy czarnej z silnym metalicznym połyskiem złotozielonym. Głowa jest wyraźnie szersza niż długa, o sinusoidalnych przedocznych odcinkach krawędzi bocznych. Płytki żuwaczkowe (jugae) są dłuższe od przedustka i stykają się przed nim. Oczy złożone są jasnobrązowe, szypułkowate. Para przyoczek ma również barwę jasnobrązową. Czułki zbudowane są z pięciu członów, z których pierwszy nie osiąga wierzchołka głowy, a drugi jest mniej więcej w połowie tak długi jak trzeci. Kłujka zbudowana jest z czterech członów, z których drugi jest najdłuższy. Bukule są wydłużone i niezaokrąglone. Przedplecze ma krawędź przednią wklęśniętą, krawędzie przednio-boczne zbieżne i niemal proste, a krawędź tylną przy podstawie tarczki prostą. Sięgająca niemal do środka długości odwłoka tarczka ma faliste brzegi boczne i zaokrąglony wierzchołek. Półpokrywy mają dłuższe od tarczki przykrywki i wykraczające poza koniec odwłoka zakrywki. Środkiem śródpiersia biegnie podłużny rowek. Gruczoły zapachowe zatułowia mają charakterystycznie ukształtowane kanaliki wyprowadzające. Odnóża zwieńczone są trójczłonowymi stopami. Odwłok ma odsłonięte, dobrze od góry widoczne listewki brzeżne o segmentach z lekko wystającymi kątami tylno-bocznymi. Przetchlinki na pierwszym z widocznych sternitów odwłoka zasłonięte są przez zapiersie. Genitalia samca mają krawędź pygoforu niezafalowaną.

## Rozprzestrzenienie
Gatunek orientalny, endemiczny dla Indonezji, znany wyłącznie z Celebesu.